# الجذر التربيعي لمصفوفة
في الرياضيات، الجذر التربيعي لمصفوفة (بالإنجليزية: Square root of a matrix)‏ هو مفهوم يمكن من تمديد الجذر التربيعي من الأعداد إلى المصفوفات. يقال عن المصفوفة B أنها الجذر التربيعي للمصفوفة A إذا توفر ما يلي: الجداء BB يساوي A.